# عملة لينكولن سنت VDB 1909-S
سنت لينكولن VDB 1909-S هو عملة معدنية منخفضة السك من الدولار الأمريكي. وهو تاريخ رئيسي لعملة السنت الواحد التي أنتجتها دار السك في سان فرانسيسكو عام 1909. حل سنت لينكولن محل سنت رأس الهندي، وكانت أول عملة أمريكية يومية تحمل صورة شخص حقيقي. وقد أثارت جدلاً واسع النطاق بسبب إدراج الأحرف الأولى من اسم النحات الذي صمم العملة، فيكتور ديفيد برينر، على ظهرها.
أمر الرئيس الأمريكي ثيودور روزفلت بتصميم جديد يحمل رأس الرئيس الأمريكي أبراهام لينكولن تكريمًا له كمنقذ الاتحاد. كان من المقرر إصدار العملات المعدنية في الذكرى المئوية لميلاد لينكولن، 12 فبراير 1909. تأخر إصدار العملة لإضافة عبارة "بالله نثق"، صدرت في النهاية في 2 أغسطس 1909.
توقف إنتاجها (6 أغسطس 1909) بعد أيام من إصدار العملة، لإزالة الأحرف الأولى من اسم برينر (VDB) من القوالب. دارا سك العملة المسؤولتان عن سك سنت لينكولن هما دار سك فيلادلفيا (بدون علامة سك) ودار سك سان فرانسيسكو (علامة سك S). أنتجت دار سك فيلادلفيا 27,995,000 بنس VDB، بينما أنتجت دار سك سان فرانسيسكو 484,000 فقط، مما جعل هذا النوع أندر هذه السلسلة.
اصطف الأمريكيون في طوابير طويلة للحصول على البنسات. عندما سمعوا بتوقف تداول هذه العملة، ظنّ الناس أنها ستصبح تذكارات قيّمة. في العديد من مدن الولايات المتحدة، تهافت الناس على شراء كميات من البنسات لإعادة بيعها. في مدينة نيويورك، استُدعيت الشرطة للسيطرة على الناس.

## تاريخ
اعتقد ثيودور روزفلت، الرئيس 26 للولايات المتحدة، أن العملات المعدنية الأمريكية كانت شائعة وغير مُلهمة. أتيحت له الفرصة لالتقاط صورة مع فنان يهودي شاب من أصل ليتواني، فيكتور ديفيد برينر. أصبح الفنان أحد أبرز الحائزين على الميداليات في البلاد. علم روزفلت بمواهب برينر في منزل مستوطنة في الجانب الشرقي السفلي من مدينة نيويورك وأعجب على الفور بالنقش البارز الذي صنعه برينر لأبراهام لينكولن، استنادًا إلى صورة فوتوغرافية لماثيو برادي. يحترم روزفلت، أبراهام لينكولن باعتباره منقذ الاتحاد وأعظم رئيس جمهوري. أمر بأن يكون سنت لينكولن الجديد مبنيًا على عمل برينر وأن يُصدر في الوقت المناسب تمامًا للاحتفال بعيد ميلاد لينكولن المائة في عام 1909. صورة الرئيس لينكولن على وجه العملة هي تعديل للوحة التي أنشأها برينر قبل عدة سنوات والتي لفتت انتباه الرئيس روزفلت في نيويورك. كان بنس لينكولن أول عملة أمريكية يومية تظهر عليها صورة شخص حقيقي.
في 10 يناير 1909، أفادت صحيفة "ذا سبوكسمان ريفيو" بأنه سيُقدم قريبًا تصميم جديد للعملة المعدنية من قِبل "نحات بارز". وتكهنوا بأن "غطاء الرأس الهندي القديم لن يُستخدم على الأرجح على العملة المعدنية". لم تُصدر العملات المعدنية الجديدة في يونيو كما كان متوقع صدورها لأن النحات فيكتور ديفيد برينر لم يضع عبارة "بالله نثق" فوق رأس لينكولن. أراد الرئيس ويليام هوارد تافت، الذي تولى منصبه في مارس 1909، أن تظهر الكلمات على وجه العملة المعدنية. وهذا يعني أن القوالب والعملات المعدنية تأخرت حتى أغسطس 1909. صدرت العملة المعدنية أخيرًا للجمهور في 2 أغسطس 1909، وسط ضجة كبيرة. اصطف الناس في طوابير طويلة وانتظروا للحصول على العملات المعدنية. واستدعي رجال الشرطة على ظهور الخيل للسيطرة على الناس. بسبب تصوير البنس للينكولن، اعتبره العديد من الأمريكيين السود "عملة تحرير".

## الجدل

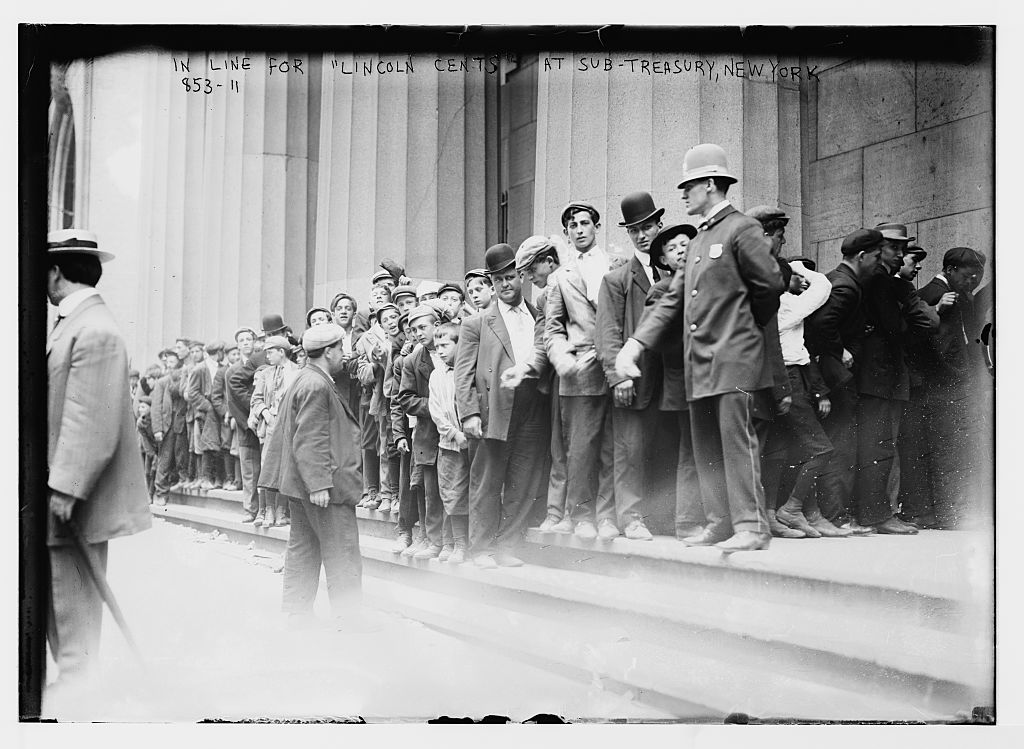
يصطف الجمهور لشراء سنتات لينكولن خارج مبنى الخزانة الفرعية، مدينة نيويورك ، أغسطس 2، 1909.

في 6 أغسطس 1909، أعلنت صحيفة واشنطن بوست أن "سنت VDB قد فشل". أثار وضع الأحرف الأولى على العملة استياء وزير الخزانة فرانكلين ماكفيغ، إنه إما لم يرَ تصميمها أو لم يُمعن النظر فيها قبل بدء سكها. صرح الفنان (برينر) لصحيفة واشنطن بوست بأنه سيراسل الوزير ماكفيغ ويطالبه بتفسير. وأوضح أنه عند قبول التصميم، حملت القوالب الأولى اسمه الكامل. في 6 أغسطس 1909، أفادت صحيفة "ذا إيفنينج كرونيكل" في شارلوت بولاية كارولاينا الشمالية بأنه ستُسحب البنسات، وأن "وزارة الخزانة بدأت بالفعل في جمعها وسحبها من التداول". كما أفادت بأنه سُك "عدد محدود" من البنسات في فيلادلفيا، ولن يُسك المزيد منها.

### التكهنات
بعد انتشار أخبار تغيير بنسات لينكولن في 5 أغسطس 1909، ذكرت صحيفة *سانت لويس بوست ديسباتش* أن هناك جنونًا في نيويورك حيث ذهب الناس للحصول على كميات من البنسات التي يمكنهم ادخارها لإعادة بيعها. الشائعة أن البنس سيُسحب. كان أول من سارع للحصول على العملات المعدنية هم بائعو الصحف. سرعان ما أعيد بيع البنسات مقابل 25 سنتًا. في 12 أغسطس، ذكرت صحيفة *ألاباما تايمز* في مونتغمري، ألاباما، أن هناك طلبًا كبيرًا على البنسات بعد أن أدرك الناس أنه سيُسحب البنس من التداول. زُوّد بنك لوري، البنك الوحيد بالبنسات، وزعوها جميعًا على طابور طويل من الناس. سرعان ما وصلت الأخبار إلى نيويورك بأن دار السك لا تزال لديها ملايين البنسات وأنهم لن يسحبوا التصميم. تسببت المعلومات الجديدة في انخفاض السعر من "25 سنتًا إلى 20 سنتًا، ثم 15 سنتًا، ثم 10 سنتات، ثم 5 سنتات، ثم اثنان مقابل 5 سنتات، ثم السعر المعادل".
نُشِر في 11 أغسطس 1909 إعلان كبير من شركة "دبليو. لويس وشركاه" في صحيفة *The Champaign Daily* في شامبين، إلينوي، أعلنوا فيه أنهم يمتلكون 1000 من بنسات لينكولن الجديدة، والتي كانت "ذات قيمة عالية بشكل خاص كقطع جيب وتذكارات"، وسيقدّمونها مجانًا مع المشتريات. في 13 أغسطس، في يورك، بنسلفانيا، نشرت شركة "لوريا راج" إعلانًا في صحيفة *The York Dispatch* يفيد بأنها ستمنح بنسات لينكولن للعملاء الذين اشتروا أحذية مطاطية أو طويلة لمدة عشرة أيام. في 14 أغسطس، ذكر أحد المعلنين في صحيفة *Evansville Courier* في إيفانسفيل بولاية إنديانا: "بما أنه يمكن سحب هذه البنسات من التداول، فإنها ستصبح على الفور ذات قيمة كتذكارات". في 24 سبتمبر 1909، نشرت إحدى المؤسسات في صحيفة *Pottsville Daily Republican* إعلانًا أن العملاء سيحصلون على بنسات جديدة للتسوق بها. على الرغم من سك أكثر من 28 مليون قطعة نقدية، ذكر أحد المعلنين في نوكسفيل بولاية تينيسي أنها ستكون "عملة نادرة وغريبة". في 2 نوفمبر 1909، أعلنت وزارة الخزانة الأمريكية أن جميع عملات VDB لينكولن أصبحت في أيدي الجمهور.

### دقة
ازيلت الحروف الأولى من اسم برينر من القوالب، ودار نقاش حول استخدام الحرف "B" لتمثيل اسم الفنان الأخير. غير أن الحرف "B" كان مستخدمًا بالفعل على العملات الفضية من قِبل تشارلز إي. باربر، كبير النقاشين في دار السك، ولذلك رُفضت فكرة إضافة حرف "B". ولم تعد الحروف الأولى من اسم برينر إلى العملة حتى عام 1918، عندما ظهرت مجددًا (هذه المرة على الوجه الأمامي) كحروف صغيرة تحت كتف لينكون. توفي تشارلز باربر في عام 1917، وهناك تكهنات بأنه كان الشخص الذي عارض وجود حروف برينر على العملة. كما كان هناك وزير خزانة جديد هو ويليام غيبس ماكادو (1913)، يُعتبر أكثر تقدمية من الوزير السابق فرانكلين ماكفيه.

## جمع
سنت لينكولن أو بنس لينكولن، يُشار إليه أيضًا باسم بنس القمح، يحمل ظهره رأسي قمح. يزن بنس عام 1909 3.11 غ (0.110 أونصة) ويبلغ وزنه 19 مـم (0.75 بوصة)قطرها وحافة عادية. يتكون البنس من البرونز. يتكون المعدن من 95% نحاس، 2.5% قصدير، و2.5% زنك.
صرح جوشوا ماكمورو هيرنانديز، كاتبًا في خدمة تصنيف العملات الاحترافية (PCGS)، أن سنت لينكولن VDB 1909-S لطالما اعتُبر "الكأس المقدسة" في جمع البنسات، صرّح هواة جمع العملات بأن "سنت لينكولن VDB 1909-S قد يظل ملك سنتات لينكولن".  يُعتبر سنت لينكولن VDB 1909-S تاريخًا رئيسيًا لسلسلة سنتات لينكولن نظرًا لانخفاض عدد العملات التي سُكّت منه التي بلغت 484,000 فقط. كما أنتجت دار سك العملة الأمريكية 27,995,000 بنس لينكولن 1909 (بدون علامة سك) في منشأتها في فيلادلفيا. في عام 2019، باعت دار مزادات هيريتيج سنتًا VDB 1909-S مصنفًا عند MS67 (أي بحالة دار السك) مقابل 50,400 دولار. في مقالٍ كتبه أيضًا لمجلة Coinage Magazine، صرّح قائلًا: "... من الصعب إنكار أن سنت لينكولن VDB 1909-S يُعدّ من أهم العملات في علم العملات الأمريكي". ورغم أنه ليس الأقل سكًا ولا أغلى العملات في السلسلة، إلا أنه يُعد تاريخًا رئيسيًا، مهمًا، ومعروفًا. أصبحت عملة VDB 1909-S قابلةً للتحصيل فورًا بعد إعلان إلغائها، ولا تزال تُعتبر من نوادر علم العملات بعد أكثر من 100 عام. صنف مؤلفو كتاب "أعظم 100 عملة أمريكية" الصادر عام 2005 عملة S 1909 في المرتبة الرابعة عشرة بين العملات الأمريكية الأكثر قابليةً للتحصيل.

## ملحوظات
1. ↑  The دار سك العملة في فيلادلفيا did not use a mint mark on the pennies it produced, while the دار سك العملة في سان فرانسيسكو used an "S" for its mint mark.[9]

## روابط خارجية
- Key Date Coin Guides